# 郭熙聖
郭熙聖（1990年4月18日—），韓國男演員、歌手。歌手組合E.D.E.N成員。

## 演出作品

### 電視劇
- 2012年：TV朝鮮《韓半島》飾演 閔東基
- 2012年：KBS《廣告天才李太白》飾演 馬伊燦
- 2013年：KBS《守夜》飾演 金振赫
- 2013年：SBS《結婚的女神》飾演 崔必浩
- 2013年：KBS《乘著歌聲的愛情》飾演 尹尚玄
- 2014年：SBS《秘密之門》飾演 金武（特別演出）
- 2015年：SBS《海德、哲基爾與我》飾演 成石原
- 2015年：KBS《奇怪的兒媳》飾演 車東錫
- 2015年：MBC《最佳戀人》飾演 白康昊
- 2017年：SBS《我的野蠻女友》飾演 朴昌輝
- 2017年：Drama X《Single Wife》飾演 黃在民
- 2017年：KBS《Drama Special－你其實近在咫尺》飾演 河道英

### 電影
- 2019年：《沒有臉孔的老大（朝鲜语：얼굴없는 보스）》飾演 郭尚九

### 綜藝節目
- 2012年：KBS《不朽的名曲：傳說在歌唱》
- 2012年：KBS《Dream Team 2》
- 2016年：JTBC《CODE》
- 2016年：MBC《神秘音樂秀：蒙面歌王》

## 外部連結
- NAVER （页面存档备份，存于）
- 郭熙聖的Instagram帳戶